# Phormingochilus
Phormingochilus là một chi nhện trong họ Theraphosidae. Chi này phân bố ở Đông Nam Á, bao gồm Thái Lan và Sumatra.

## Các loài
Chi này gồm các loài:
- Phormingochilus everetti Pocock, 1895
- Phormingochilus fuchsi Strand, 1906
- Phormingochilus tigrinus Pocock, 1895